# Толстов, Сергей Борисович
Толсто́в Серге́й Бори́сович (род. 30 ноября 1962, село Пристанское, Таврического района, Омской области, СССР) — советский и российский спортсмен, гиревик. Заслуженный работник физической культуры Российской Федерации (2014). Основатель федерации гиревого спорта Тюменской области (1994). Основатель и президент федерации перетягивания каната Тюменской области (С 2020 года). Председатель Наблюдательного совета общественной организации регионального отделения «Федерации гиревого спорта в Тюменской области». Первый мастер спорта по гиревому спорту в Тюменской области.

## Биография
Толстов Сергей Борисович родился 30 ноября 1962 года в селе Пристанское, Таврического района, Омской области.
1970—1980 — учёба в Пристанской средней школе. С аттестатом о среднем образовании, получил квалификационные книжки с выполнением третьих спортивных разрядов: по волейболу, баскетболу и хоккею, на приз клуба «Золотая шайба» Омской области, выступая за Таврический район занял бронзовую медаль.
В 1980—1983 годах обучался в Омский строительный техникум транспортного строительства им. Ленинского комсомола по специальности «Мосты и другие искусственные сооружения», присвоена квалификация техник-строитель. Производственную практику проходил в 52-м Мостостроительном отряде г. Северобайкальска (Бурятская АССР), там же получил первую рабочую специальность плотник-арматурщик 3 разряда, принимая участие в строительстве Байкало-Амурской Магистрали. Во время учёбы в техникуме выполнил 2 спортивный разряд по лыжным гонкам и при Омском ДОСААФ 3 разряд по парашютному спорту имея 4 прыжка.
В 1983—1985 году, призван служить в 61-й Магаданский пограничный отряд (в/ч 9841), оттуда командирован в межотрядную школу сержантского состава в г. Петропавловск-Камчатский, в 60-й орденов Ленина и Александра Невского Виленский Курильский пограничный отряд (в/ч 2069). Школу сержантского состава закончил на отлично, присвоено звание сержанта в должности командира отделения, уволен в запас в звании старшего сержанта.
В 1986—1988 плотник, мастер в ДСК г. Тюмени. Начал активно заниматься гиревым спортом, стал чемпионом ДСК, г. Тюмени.
В 1988—1993 годах обучался Омском государственном институте физической культуры по специальности «Физическая культура и спорт». Присвоена квалификация тренер-преподаватель по тяжёлой атлетике.
В 1988 году начал работать тренером-преподавателем по гиревому спорту в ДЮСШ «Прибой» при Тюменском судостроительном заводе, впоследствии переименованную в СДЮСШОР «Прибой».
В 1989 году выполнил норматив мастера спорта СССР по гиревому спорту в г. Елец (Липецкая область) и стал первым мастером спорта по гиревому спорту в Тюменской области.
23 августа 1994 года официально зарегистрировал Общественную организацию «Федерацию гиревого спорта Тюменской области» избран Президентом федерации и возглавлял областную федерацию до 2006 года.
С 1998 года судья республиканской категории по гиревому спорту.
С 1999 года судья международной категории по гиревому спорту.
С 2007 года ветеран труда.
С 2010 по 2018 год Вице-президент Всероссийской федерации гиревого спорта.
В 2020 основал и стал президентом федерации перетягивания каната Тюменской области.

## Заслуги и достижения
1991 год — Рекордсмен СССР в городе Минск, в толчке двух 32 кг гирь по длинному циклу, в весовой категории до 70 кг с результатом 64 подъёма.
1992 год — Чемпион и рекордсмен СНГ и вооруженных сил, в городе Минск, в толчке двух 32 кг гирь по длинному циклу, в весовой категории до 70 кг с результатом 67 подъёмов.
4 февраля 1998 год — Медаль Министерства обороны Российской Федерации «За отличие в военной службе» 3 степени.
20 ноября 2002 год — Знак «Отличник физической культуры и спорта», приказ № 227-0
2007 год — Нагрудный знак «Ветеран границы».
2008 год — Благодарность Председателя Совета Федерации Федерального Собрания Российской Федерации «За большой вклад в развитие гиревого спорта в РФ».
2008 год — Почётный знак «За заслуги в развитии физической культуры Российской Федерации»
2010 год — Медаль «За заслуги в физической культуре и спорте».
2012 год — Благодарственное письмо главы Администрации города Тюмени.
2012 год — Почётная грамота Губернатора Тюменской области.
2012 год — Почётная грамота Тюменской областной думы.
2013 год — Благодарность Вице-президента Республики Саха (Якутия) «За заслуги в области физической культуры и спорта, содействие в развитии гиревого спорта Республики Саха (Якутия)»
2014 год — Победитель Первенства Мира в г. Гамбург (Германия) среди ветеранов в толчке двух 24-кг гирь по длинному циклу в возрастной группе 50-54, в весовой категории до 95 кг.
2014 год — Почётное звание «Заслуженный работник физической культуры Российской Федерации».
2018 год — Медаль «За заслуги в охране государственной границы в честь 100-летия ПС ФСБ России»
11 января 2019 год — Знак отличия Министерства обороны «За отличие» военнослужащих инженерных войск Российской Федерации.
30 ноября 2019 год — Медаль «За службу в пограничных войсках».
20 июля 2023 год — Почетный работник физической культуры и спорта Тюменской области
С 1988 года по настоящее время Толстовым С. Б. подготовлено: 7 мастеров спорта России международного класса, 40 мастеров спорта СССР и России.